# August Desch
August Georg „Gus” Desch (ur. 12 grudnia 1898 w Newark, zm. 14 listopada 1964 w Evanston w Illinois) – amerykański lekkoatleta (płotkarz), medalista olimpijski z 1920.
Zdobył brązowy medal w tej konkurencji na igrzyskach olimpijskich w 1920 w Antwerpii za swymi rodakami Frankiem Loomisem i Johnem Nortonem.
Był mistrzem Stanów Zjednoczonych (AAU) w biegu na 440 jardów przez płotki w 1921, a także akademickim mistrzem USA (NCAA) w biegu na 220 jardów przez płotki w tym samym roku.